# Tây Úc
Tây Úc (tiếng Anh: Western Australia, viết tắt là WA) là tiểu bang ở miền tây Úc chiếm một phần ba diện tích của Úc. Tiểu bang này giáp Ấn Độ Dương về phía bắc và tây, giáp vịnh Đại Úc và Nam Đại Dương về phía nam, giáp Lãnh thổ phương Bắc về phía đông bắc và giáp tiểu bang Nam Úc về phía đông nam. Tây Úc là đơn vị tiểu bang có diện tích lớn nhất tại Úc, với diện tích là 2.529.875 km², và là đơn vị hành chính lớn thứ nhì trên thế giới. Dù vậy phần lớn đất đai Tây Úc rất là thưa dân, tổng cộng có khoảng 2.565.000 cư dân, chiếm khoảng 11% tổng dân số toàn quốc. Trong số hơn hai triệu dân đó, 92% tập trung ở ven biển phía tây nam.
Người châu Âu đầu tiên đến Tây Úc là nhà thám hiểm người Hà Lan Dirk Hartog vào năm 1616. Hơn 200 năm sau vào năm 1826, chính phủ thuộc địa tiểu bang New South Wales cho thiết lập một đồn binh ở vũng King George III tức Albany ngày nay hầu củng cố dinh điền đưa tù nhân đến khai phá và lập nghiệp. Sang năm 1829 thì lập Thuộc địa sông Swan, bao gồm địa điểm thủ phủ Perth hiện nay. York là thị trấn đầu tiên nằm sâu trong đất liền, cách Perth 97 km về phía đông.
Tiểu bang Tây Úc chính thức chấp nhiệm vào năm 1890, đến năm 1901 thì cùng gia nhập các tiểu bang khác của Úc thành liên bang châu Úc. Ngày nay, kinh tế Tây Úc chủ yếu dựa vào khai mỏ, nông nghiệp và du lịch. Tây Úc sản xuất 46% tổng lượng xuất khẩu của Úc. Tây Úc là nơi sản xuất quặng sắt lớn thứ nhì trên thế giới.

## Lịch sử

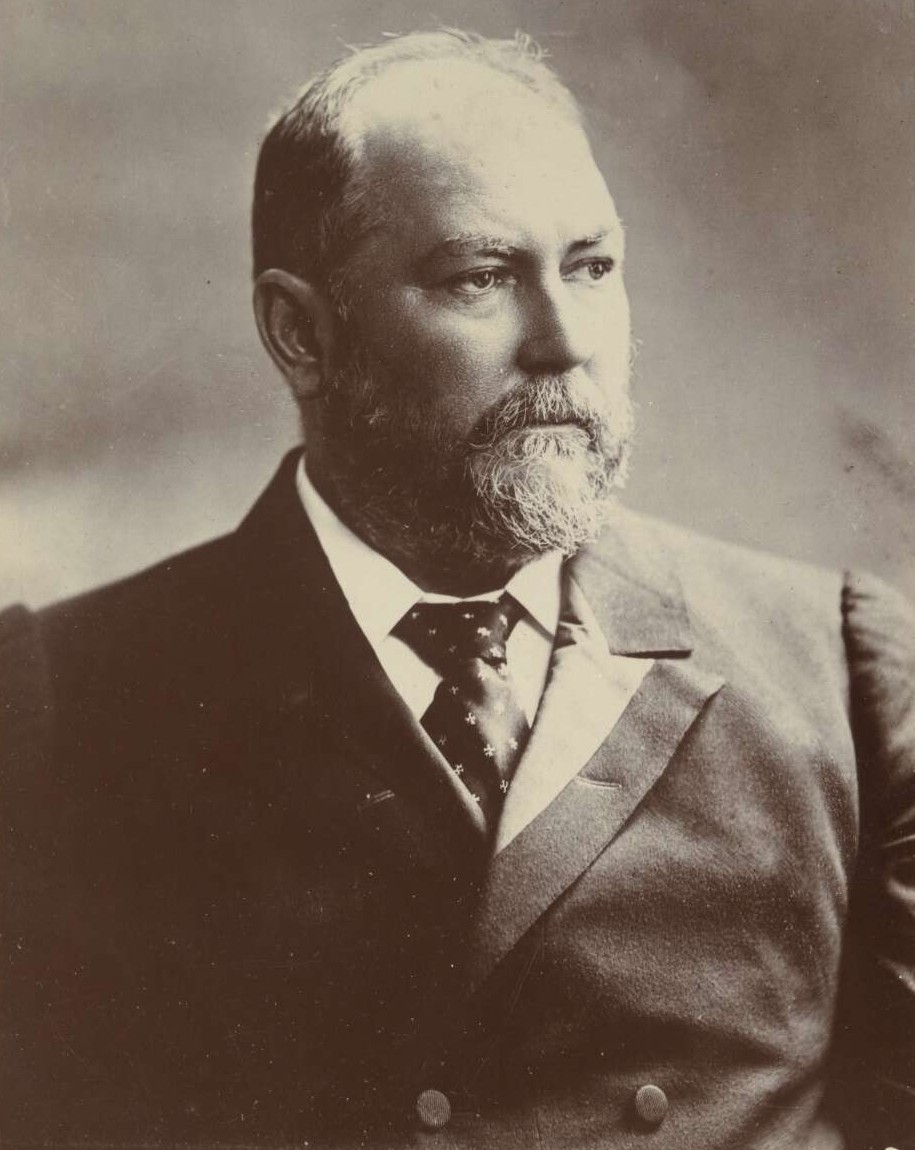
John Forrest là thủ hiến đầu tiên của Tây Úc.

Các cư dân đầu tiên của Úc đến từ phía bắc vào khoảng 60.000 đến 40.000 năm trước. Trong hàng nghìn năm sau, họ dần di chuyển ra toàn bộ đại lục. Những người Ủc bản địa này đã cư trú khắp Tây Úc trong một thời gian dài trước khi các nhà thám hiểm người châu Âu bắt đầu đến thám hiểm vào đầu thế kỷ 17.
Người châu Âu đầu tiên đến Tây Úc là nhà thám hiểm người Hà Lan tên Dirk Hartog, vào ngày 25 tháng 10 năm 1616 ông đổ bộ lên nơi mà nay gọi là mũi Inscription, đảo Dirk Hartog. Trong thời gian còn lại của thế kỷ 17, các nhà hàng hải người Hà Lan và người Anh tiếp xúc với bờ biển Tây Úc, song thường là không chủ tâm khi nhiều thuyền đắm dọc theo bờ biển và thuyền đi lệch hải trình Brouwer. Hai trăm năm trôi qua trước khi người châu Âu tin rằng đại lục địa phương nam thực sự tồn tại. Đến cuối thế kỷ 18, các thủy thủ người Anh và người Pháp bắt đầu thám hiểm bờ biển Tây Úc.
Nguồn gốc của bang Tây Úc bắt đầu bằng việc thành lập một khu dân cư tù nhân tại vịnh King George III vào năm 1826 (sau đổi thành Albany từ năm 1832). Khu dân cư được thành lập nhằm đáp ứng quan tâm của người Anh về khả năng thành lập một thuộc địa của Pháp tại duyên hải của Tây Úc. Ngày 7 tháng 3 năm 1831, quyền quản lý khu dân cư được trao cho Thuộc địa sông Swan.
Năm 1829, Thuộc địa sông Swan được James Stirling thành lập ven sông Swan. Đến năm 1832, dân số người Anh định cư trong thuộc địa đạt khoảng 1.500, và tên chính thức của thuộc địa đổi sang Tây Úc. Hai điểm đô thị riêng biệt của thuộc địa dần phát triển thành thành phố cảng Fremantle và thủ đô Perth. York là điểm định cư nội lục đầu tiên tại Tây Úc, nằm cách Perth 97 km về phía đông. Dân số tăng trưởng rất chậm cho đến khi có các phát hiện quan trọng về vàng vào khoảng thập niên 1890 quanh Kalgoorlie.
Năm 1887, Tây Úc có một hiến pháp mới, nó cấp quyền tự quản cho người Úc gốc Âu và đến năm 1890 thì Quốc hội Anh thông qua đạo luật cấp quyền chính phủ tự trị cho thuộc địa. John Forrest trở thành thủ hiến đầu tiên của Tây Úc.
Năm 1896, Nghị viện Tây Úc ủy quyền vay một khoản để xây dựng đường ống vận chuyển 5 triệu gallon nước mỗi ngày đến Goldfields của Tây Úc, đường ống hoàn thành vào năm 1903. Đường ống mang nước vượt 530 km (330 mi) từ Perth đến Kalgoorlie, và được các sử gia nhận định là một yếu tố quan trọng giúp làm tăng dân số bang và tăng trưởng kinh tế.
Ngày 1 tháng 1 năm 1901, sau một tuyên bố của Nữ vương Victoria, Tây Úc cùng năm thuộc địa khác của Anh tại Úc liên bang hóa thành Thịnh vượng chung Úc, mỗi cựu thuộc địa trở thành một bang. Người Tây Úc khá miễn cưỡng gia nhập liên minh, họ chấp thuận chỉ sau khi có đề xuất về một tuyến đường sắt liên kết duyên hải phía tây và duyên hải phía đông của lục địa.
Sự thịnh vượng đến từ vàng nhanh chóng biết mất và đến những năm đầu của thế kỷ 20 thì kinh tế Tây Úc lại phải dựa vào len và lúa mì. Do vậy khi hai mặt hàng này sụt giá vào cuối thập niên 1920 và đầu thập niên 1930 khiến kinh tế Tây Úc sụp đổ. Kinh tế Tây Úc không phục hồi cho đến sau Chiến tranh thế giới thứ hai khi chính phủ liên bang đưa ra chính sách nhập cư hậu chiến kéo theo một dòng người nhập cư lớn hầu như đến từ châu Âu từ năm 1947 đến năm 1970.
Trong Chiến tranh thế giới thứ hai, hải chiến giữa HMAS Sydney của Úc và Kormoran của Đức ngoài khơi gần Carnarvon diễn ra vào ngày 19 tháng 11 năm 1941. Hai tàu đều bị chìm và toàn bộ 645 người trên Sydney thiệt mạng. Ngày 3 tháng 3 năm 1942, các máy bay của Nhật Bản oanh tạc Broome, có 88 người Úc thiệt mạng theo số liệu chính thức.
Cháy rừng cây bụi tệ hại nhất trong lịch sử Tây Úc xảy ra vào đầu năm 1961, nhiều cộng đồng nhỏ bị phá hủy bao gồm 132 ngôi nhà tại Dwellingup. Mặc dù không có thương vong, song 800 người bị mất nhà. Cũng trong năm này, bùng nổ khai mỏ bắt đầu với việc ban hành luật cho phép khai thác bauxite trong các khu rừng bạch đàn jarrah. Kinh tế Tây Úc được hỗ trợ trong hai thập niên kế tiếp nhờ các mỏ niken quanh Kalgoorlie và các mỏ quặng sắt tại tây bắc.

## Địa lý
Tây Úc được giới hạn đến kinh tuyến 129°Đ, kinh tuyến này xác định biên giới của bang với Nam Úc và Lãnh thổ phương Bắc về phía đông, Ấn Độ Dương bao quanh phần phía tây, phía bắc của bang. Tổ chức Thủy đạc quốc tế (IHO) xác định vùng nước nằm tại phía nam của lục địa Úc là bộ phận của Ấn Độ Dương; song tại Úc khu vực này được công bố chính thức là Nam Đại Dương.[b]
Tổng chiều dài biên giới phía đông của bang là 1.862 km (1.157 mi). Bang có đường bờ biển dài 20.781 km (12.913 mi), trong đó có 7.892 km (4.904 mi) đường bờ biển của các đảo. Tổng diện tích đất liền của Tây Úc là 2,5 triệu km².
Khu vực duyên hải tây nam của Tây Úc có một khí hậu Địa Trung Hải. Khu vực nguyên có rừng rậm bao phủ, với những khu rừng karri, một trong những loài cây cao nhất thế giới. Khu vực nông nghiệp này nằm trong số 9 môi trường sống trên cạn đa dạng nhất về snh học, với một tỷ lệ cao hơn về các loài đặc hữu so với hầu hết khu vực tương đương khác. Nhờ hải lưu Leeuwin ngoài khơi, khu vực này nằm trong sáu khu vực hàng đầu về đa dạng sinh học hải dương và có hầu hết các rạn san hô phương nam trên thế giới.
Lượng mưa trung bình năm dao động từ 300 mm tại rìa của khu vực Wheatbelt đến 1.400 mm tại các khu vực mưa nhiều hơn gần Northcliffe, tuy nhiên từ tháng 11 đến tháng 3, lượng nước bay hơi vượt quá lượng mưa, và thường là rất khô. Thực vật thích nghi với tình trạng này cũng như tình trạng rất nghèo dinh dưỡng của toàn bộ các loại đất.
Hai phần ba diện tích thuộc trung tâm của bang là khu vực khô hạn và cư dân thưa thớt. Hoạt động kinh tế quan trọng duy nhất là khai mỏ. Lượng mưa trung bình năm là dưới 300 mm, hầu hết bắt nguồn từ các cơn mưa lớn có liên quan đến xoáy thuận vào mùa hè.
Các khu vực phía bắc có khí hậu nhiệt đới, Kimberley có nhiệt độ rất nóng theo gió mùa với lượng mưa trung bình năm dao động từ 500-1.500 mm, song có một mùa hầu như không mưa kéo dài từ tháng 4 đến tháng 11. 85% dòng chảy mặt là tại Kimberley, song do nó diễn ra trong các trận lụt mãnh liệt và do không vượt qua được lớp đất nghèo dinh dưỡng thường nông, sự phát triển chỉ diễn ra dọc sông Ord.

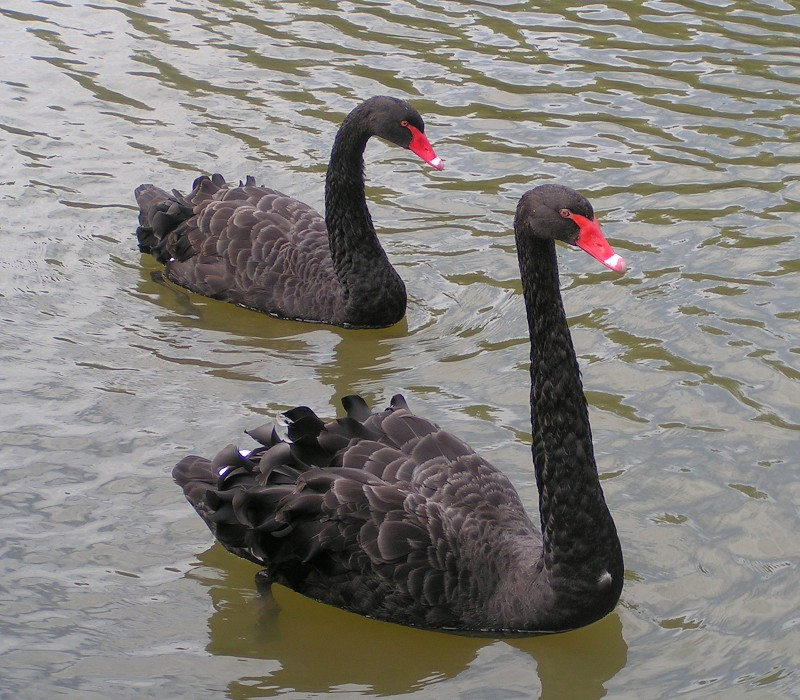
Thiên nga đen là bang điểu của Tây Úc.

Tuyết hiếm khi xuất hiện trong bang và thường chỉ xảy ra tại Dãy núi Stirling gần Albany, do đây là dãy núi duy nhất nằm đủ xa về phía nam và đủ cao. Tuyết rất hiếm khi rơi tại dãy núi Porongurup nằm gần đó. Ngoài các khu vực này, việc tuyết rơi là một sự kiện lớn. Tuyết rơi với quy mô lớn nhất ở vùng thấp diễn ra vào ngày 26 tháng 6 năm 1956 khi tuyết được tường thuật là rơi tại Perth Hills, xa về phía bắc đến Wongan Hills và xa về phía đông đến Salmon Gums. Tuy nhiên, ngay cả khi tuyết rơi trên dãy Stirling thì cũng hiếm khi vượt quá 5 cm (2 in) và hiếm khi tồn tại hơn một ngày.
Nhiệt độ tối đa từng quan sát được là 50,5 °C, ghi nhận tại trạm Mardie vào ngày 19 tháng 2 năm 1998. Nhiệt độ thấp nhất từng quan sát được là −7,2 °C, tại đài thiên văn Eyre Bird vào ngày 17 tháng 8 năm 2008.
Tây Úc là nơi cư trú của khoảng 540 loài chim (tùy theo phân loài). Trong đó bang có khoảng 15 loài đặc hữu. Khu vực tốt nhất cho chim là góc tây nam của bang và khu vực quanh Broome và Kimberley.
Tây Úc có 9.437 loài thực vật có mạch bản địa được công bố thuộc 1.543 chi trong 226 họ; còn có 1171 loài ngoại lai bản địa hóa hoặc loài xâm lấn, thường bị gọi là cỏ dại. Khu vực tây nam của bang là một trong những nơi có nhiều loài thực vật nhất trên thế giới.
Các khu vực sinh thái tại Tây Úc: các hẻm núi sa thạch của Kimberley trên duyên hải phía bắc và bên dưới là các khu vực đất đồng cỏ khô hoặc bán hoang mạc. Tại duyên hải phía nam là xavan Tây Nam Úc và đồng bằng duyên hải Swan nằm quanh Perth, tiếp đến là khu vực Warren tại góc tây nam của bang, có khu vực phát triển rượu vang sông Margaret. Đi về phía đông dọc duyên hải Nam Đại Dương là khu vực Goldfields-Esperance, có các thảo nguyên Esperance và thảo nguyên Coolgardie.

## Nhân khẩu

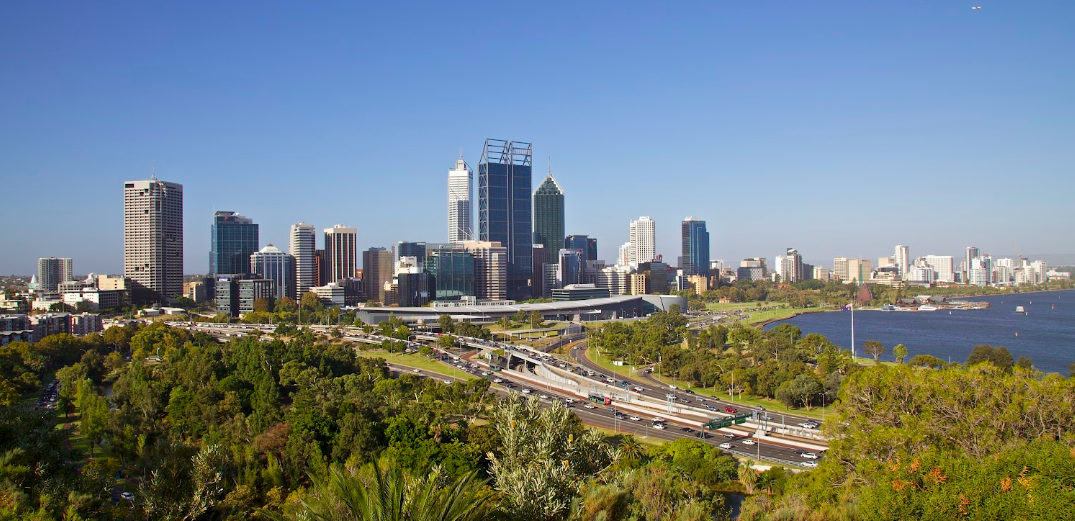
Thủ phủ và thành phố lớn nhất của Tây Úc là Perth. Khu vực đại dô thị Perth là nơi cư trú của 75% cư dân trong bang.

Người châu Âu bắt đầu định cư vĩnh cửu tại Tây Úc vào năm 1826 khi người Anh yêu sách với Albany để chặn trước yêu sách của Pháp với một phần ba nằm tại phía tây của lục địa. Perth được những di dân người Anh và Ireland thành lập với vị thế Thuộc địa sông Swan vào năm 1829, song là tiền đồn tiều tụy. Các quan chức thuộc địa cuối cùng yêu cầu vận chuyển lao động tù nhân để làm tăng dân số. Trong thập niên 1890, nhập cư từ những nơi khác trong lục địa khiến dân số tăng mạnh, bắt nguồn từ bùng nổ khai mỏ tại khu vực Goldfields.
Tây Úc không nhận được dòng nhập cư đáng kể từ Anh, Ireland hay những nơi khác trong Đế quốc Anh cho đến đầu thế kỷ 20. Lúc này, các dự án địa phương của Tây Úc, như Chương trình định cư Nhóm trong thập niên 1920 khuyến khích các nông dân đến định cư tại khu vực tây nam, biến Tây Úc thành một địa điểm cho các di dân.
Nhờ các di dân từ Quần đảo Anh, dân số Tây Úc tăng trưởng với tốc độ cao hơn trong thế kỷ 20. Sau Chiến tranh thế giới thứ hai, Tây Úc và các bang khác tiếp nhận lượng lớn người Ý, người Croatia, và người Macedonia. Mặc dù vậy, Anh đóng góp lượng di dân lớn nhất cho đến ngày nay. Tây Úc, đặc biệt là Perth, có tỷ lệ người sinh tại Anh cao nhất trong toàn quốc: 10,3% vào năm 2011, so với trung bình toàn quốc là 5.1%. Nhóm này tập trung cao độ tại các khu vực nhất định, những nơi mà họ chiếm đến một phần tư dân số.
Xét theo dân tộc, điều tra nhân khẩu năm 2001 biểu thị rằng 77,5% cư dân Tây Úc có nguồn gốc châu Âu: nhóm đơn lẻ lớn nhất theo tường thuật là người Anh với 733.783 người trả lời (32,7%), tiếp đến là người Úc với 624.259 (27,8%), người Ireland với 171.667 (7,6%), người Ý với 96.721 (4,3%), người Scotland với 62.781 (2,8%), người Đức với 51.672 (2,3%), và người Hoa với 48.894 (2,2%). Tây Úc có 58.496 người Úc bản địa theo điều tra nhân khẩu năm 2001, chiếm 3,1% dân số.
Xét theo nơi sinh, điều tra nhân khẩu năm 2011 biểu thị 33,2% dân số sinh tại hải ngoại – đây là tỷ lệ cao nhất toàn quốc. Các nhóm di dân lớn nhất đến từ Anh Quốc (230.410), New Zealand (70.736) và Nam Phi (35.326), chiếm 45% dân số sinh tại hải ngoại.
Khu vực đại đô thị Perth (gồm cả Mandurah) ước tính có dân số 1,729 triệu vào năm 2011 (77% dân số bang). Các trung tâm dân cư quan trọng khác gồm Bunbury (64.385), Geraldton (31.349), Kalgoorlie-Boulder (30.841), Albany (26.643), Karratha (16.475), Broome (12.766) và Port Hedland (13.772).

## Kinh tế

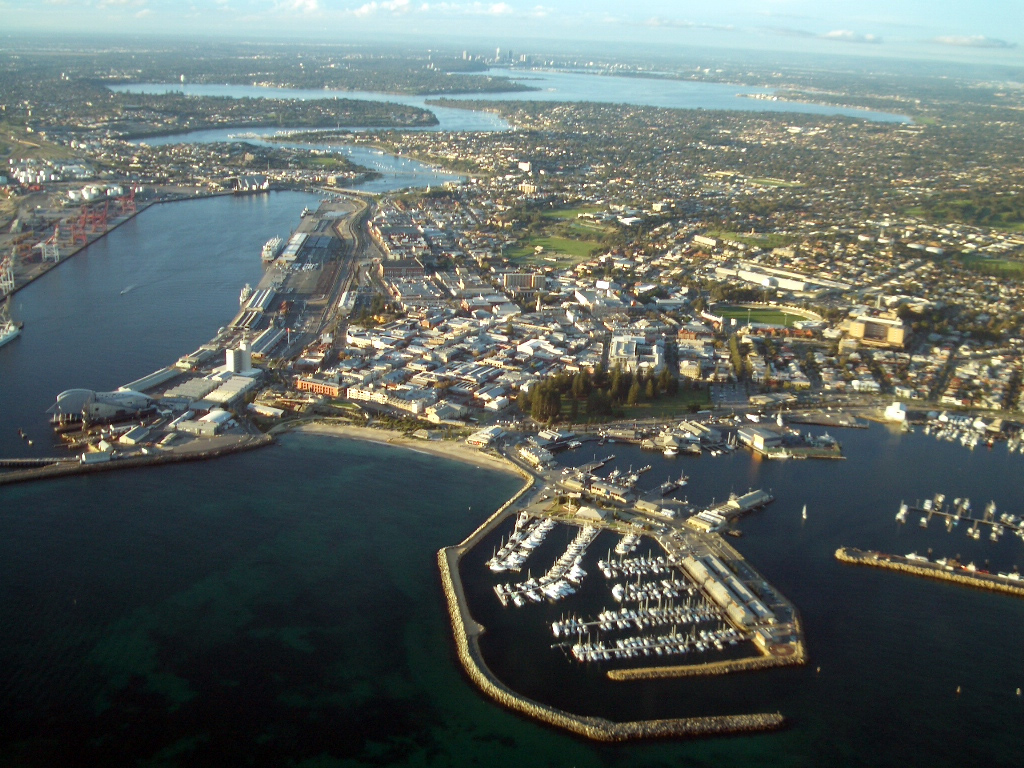
Quang cảnh cảng Fremantle tại Tây Úc.

Kinh tế Tây Úc phần lớn được thúc đẩy nhờ khai thác và chế biến các sản phẩm khoáng sản và dầu mỏ. Kết cấu kinh tế có liên kết mật thiết với các tài nguyên tự nhiên này. Tây Úc đóng góp khoảng 58% lượng xuất khẩu khoáng sản và năng lượng của Úc, tiềm năng thu nhập lên tới 4,64% tổng GDP của Úc. GSP/người năm 2013 của Tây Úc ($102.232) cao hơn tất cả các bang khác cũng như trung bình toàn quốc ($66,549). Tăng trưởng dần đây dựa vào nhu cầu toàn cầu đối với khoáng sản và dầu mỏ, đặc biệt là Trung Quốc (quặng sắt) và Nhật Bản (khí đốt hóa lỏng), đảm bảo kinh tế Tây Úc tăng trưởng nhanh hơn trung bình toàn quốc.
Xuất khẩu hải ngoại của Tây Úc chiếm đến 46% toàn quốc. Các mặt hàng xuất khẩu chính của bang là quặng sắt, alumina, niken, vàng, lúa mì, len, cừu và bò sống, dầu thô và khí đốt hóa lỏng.
Tây Úc là nơi khai thác lượng lớn bauxite, nó được chế biến thành alumina tại bốn nhà máy luyện kim, cung cấp hơn 20% sản lượng toàn cầu. Tây Úc là nơi sản xuất quặng sắt lớn thứ ba trên thế giới (15% toàn cầu) và chiết xuất 75% 240 tấn vàng của Úc. Kim cương được chiết xuất từ mỏ Argyle tại cực bắc bang thuộc khu vực Kimberley. Than đá được khai thác tại Collie để làm nhiên liệu chính cho phát điện phụ tải gốc tại tây nam của bang.
Nông sản Tây Úc có đóng góp lớn cho kinh tế cấp bang và toàn quốc. Mặc dù có khuynh hướng mùa vụ cao, sản lượng lúa mì 2006–07 tại Tây Úc là gần 10 triệu tấn, chiếm gần một nửa tổng sản lượng toàn quốc. và tạo $1,7 tỷ thu nhập từ xuất khẩu. Các nông sản quan trọng khác gồm có lúa mạch, đậu Hà Lan, len, thịt cừu, thịt bò. Hải ngoại có nhu cầu cao độ với động vật sống từ Tây Úc, chủ yếu từ Đông Nam Á và Trung Đông, bắt nguồn từ các truyền thống văn hóa và tôn giáo cũng như thiếu hạ tầng lưu trữ và đông lạnh thịt đã chế biến. Khoảng một nửa xuất khẩu bò sống của Úc đến từ Tây Úc.
Trong những năm gần đây, tầm quan trọng của du lịch trong kinh tế Tây Úc tăng lên, với lượng khách đáng kể đến từ Anh và Ireland (28%), các quốc gia châu Âu khác (14%) Singapore (16%), Nhật Bản (10%) và Malaysia (8%). Thu nhập từ du lịch là một nguồn lợi kinh tế mạnh trong nhiều trung tâm dân cư nhỏ bên ngoài Perth, đặc biệt là các địa điểm duyên hải.
Tây Úc có một ngành ngư nghiệp đáng kể, các sản phẩm phục vụ nhu cầu nội địa và xuất khẩu gồm có tôm hùm, tôm, cua, cá mập và cá ngừ, cũng như nghề ngọc trai tại khu vực Kimberley. Chế biến được tiến hành dọc duyên hải phía tây. Săn cá voi là một ngành hải dương trọng yếu song bị ngưng tại Albany vào năm 1978.

## Chính phủ

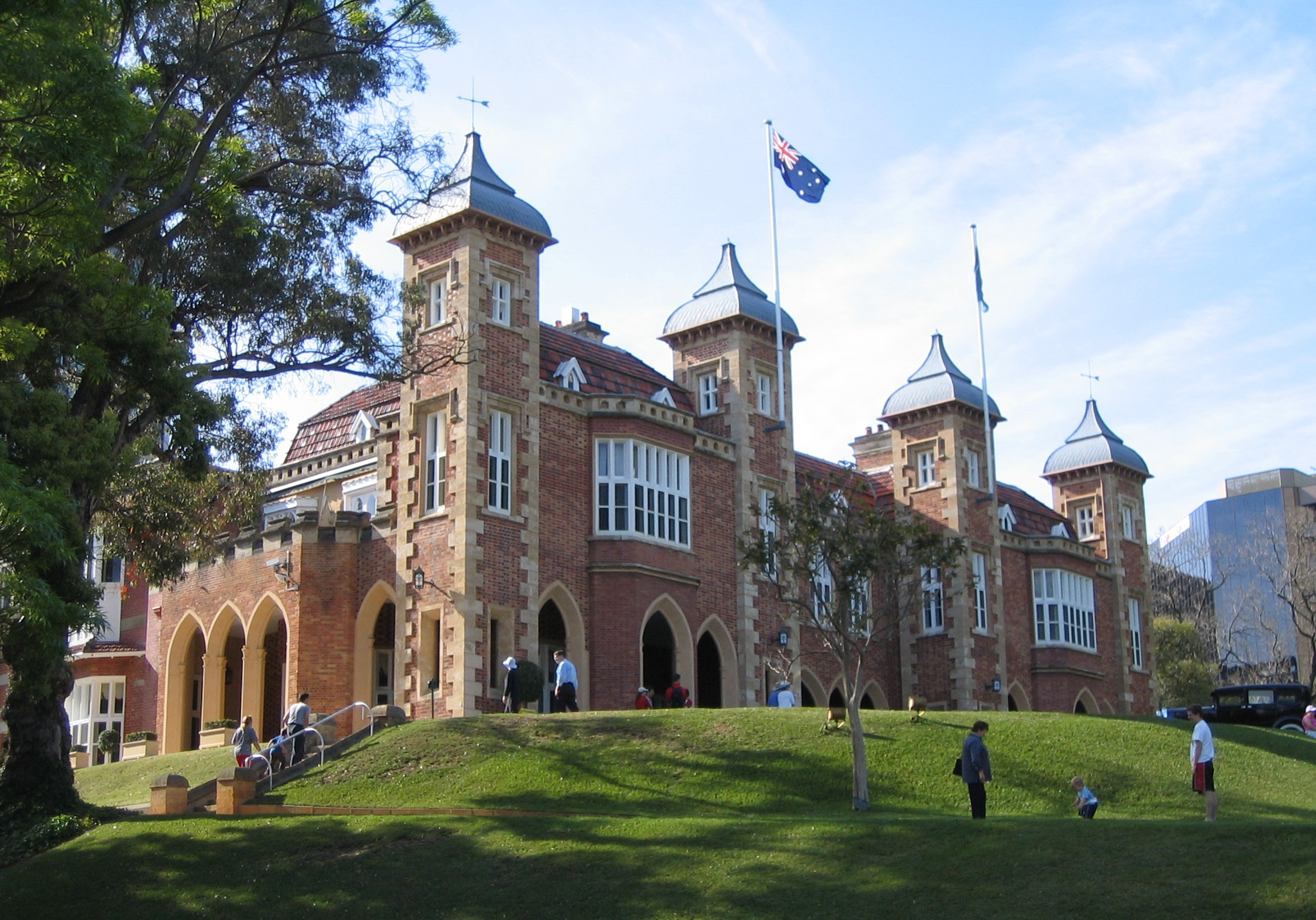
Tòa nhà Chính phủ Tây Úc.

Tây Úc được trao quyền tự quản vào năm 1889 với một nghị viện lưỡng viện đặt tại Perth, gồm có Hội nghị Lập pháp (hay hạ viện), gồm 59 thành viên; và Hội đồng Lập pháp (hay thượng viện), gồm 36 thành viên. Quyền bầu cử là phổ thông và bắt buộc với các công dân từ 18 tuổi.
Khi các thuộc địa Úc liên bang hóa vào năm 1901, Tây Úc trở thành một bang trong cấu trúc liên bang của Úc; Tây Úc nhượng các quyền lợi nhất định cho chính phủ Thịnh vượng chung theo Hiến pháp; toàn bộ quyền hạn không được trao cụ thể cho Thịnh vượng chung vẫn thuộc duy nhất về bang, tuy nhiên theo thời gian Thịnh vượng chung mở rộng quyền lực thực tế của mình thông qua tăng cường kiểm soát thuế và tài chính.
Quân chủ của Tây Úc là Nữ vương Úc (Elizabeth II), và quyền lực hành pháp trên danh nghĩa được trao cho đại diện của bà tại Tây Úc là Thống đốc, song quyền hành pháp thực tế thuộc về thủ hiến và các bộ trưởng xuất thân từ đảng hoặc liên minh đảng phái chiếm đa số ghế trong Hội nghị lập pháp.
Chủ nghĩa ly khai là một đặc điểm định kỳ trong vũ đài chính trị Tây Úc ngay sau khi người châu Âu định cư vào năm 1826. Tây Úc là thuộc địa miễn cưỡng nhất khi gia nhập Thịnh vượng chung Úc. Tây Úc không tham gia các phiên họp liên bang hóa từ đầu và các cư dân sống lâu năm tại Tây Úc nhìn chung phản đối liên bang hóa; tuy nhiên việc phát hiện ra vàng dưa nhiều người nhập cư từ những nơi khác tại lục địa đến.
Trong một cuộc trưng cầu dân ý vào tháng 4 năm 1933, 68% cử tri bỏ phiếu ủng hộ Tây Úc rời khỏi Thịnh vượng chung Úc với mục đích trở lại làm một lãnh thổ tự trị của Đế quốc Anh. Chính phủ Tây Úc cử một phái đoàn đến Westminster, song Chính phủ Anh từ chối can thiệp và do đó không có hành động để thi hành quyết định này.
Tây Úc được chia thành 141 khu vực chính quyền địa phương, bao gồm cả đảo Christmas và quần đảo Cocos (Keeling). Quyền hạn và hoạt động của họ được điều chính theo Đạo luật Chính quyền địa phương 1995.

## Giáo dục
Giáo dục tại Tây Úc gồm một năm tiền nhập học khi 5 tuổi, tiếp đến là 6 năm giáo dục tiểu học đối với mọi học sinh. Ở tuổi 13, học sinh bắt đầu 6 năm giáo dục trung học. Hai năm cuối giáo dục trung học hiện là bắt buộc. Từ năm 2005, toàn bộ học sinh hoàn thành năm thứ 10 được yêu cầu học năm thứ 11. Từ năm 2008, toàn bộ học sinh được yêu cầu hoàn thành 12 năm học trước khi rời trường. Học sinh có thể lựa chọn học tập tại Cao đẳng TAFE vào năm thứ 11 hoặc tiếp tục học trung học với một khóa trình hướng nghiệp và một khóa trình nhập học đại học cụ thể.
Tây Úc có 5 trường đại học, bốn trong đó là trường công có trụ sở tại Perth: Trường đại học Tây Úc, Đại học Curtin, Đại học Edith Cowan và Đại học Murdoch; và một trường tư Công giáo tại Fremantle là Đại học Notre Dame.